# Assassinat d'Aiyana Jones
Aiyana Mo'Nay Stanley-Jones (20 de juliol de 2002 - 16 de maig de 2010), era una noia afroamericana de 7 anys de l'est de Detroit que, en rebre un tret al cap, va ser assassinada per l'agent de policia Joseph Weekley durant una incursió realitzada per l'especial del departament de policia de Detroit. L'Equip de Resposta Especial va atacar a un sospitós a l'apartament un pis per sobre de Jones el 16 de maig de 2010. La seva mort va cridar l'atenció dels mitjans nacionals i va portar el representant estatunidenc John Conyers a demanar al Fiscal general dels Estats Units Eric Holder una investigació federal sobre l'incident.
L'oficial Joseph Weekley va ser acusat de l'assassinat de Jones. L'octubre de 2011, se'l va acusar d'homicidi involuntari i de posar en perill de forma temerària amb l'ús de l'arma. El primer judici de Weekley va acabar sent fallit el juny de 2013. El seu segon judici va començar al setembre de 2014. El 3 d'octubre, la jutgessa, Cynthia Gray Hathaway, va desestimar el càrrec d'homicidi involuntari contra Weekley, fent que només quedés un càrrec contra ell, el de descàrregar de forma temerària la seva pistola. Al 10 d'octubre, el segon judici va acabar sent també fallit.
El 28 de gener de 2015, un fiscal va retirar-li a Weekley l'últim càrrec i va assegurar que no hi hauria cap més judici pels fets.